# 梅日峰
45°00′17″N 6°18′31″E / 45.00472°N 6.30861°E

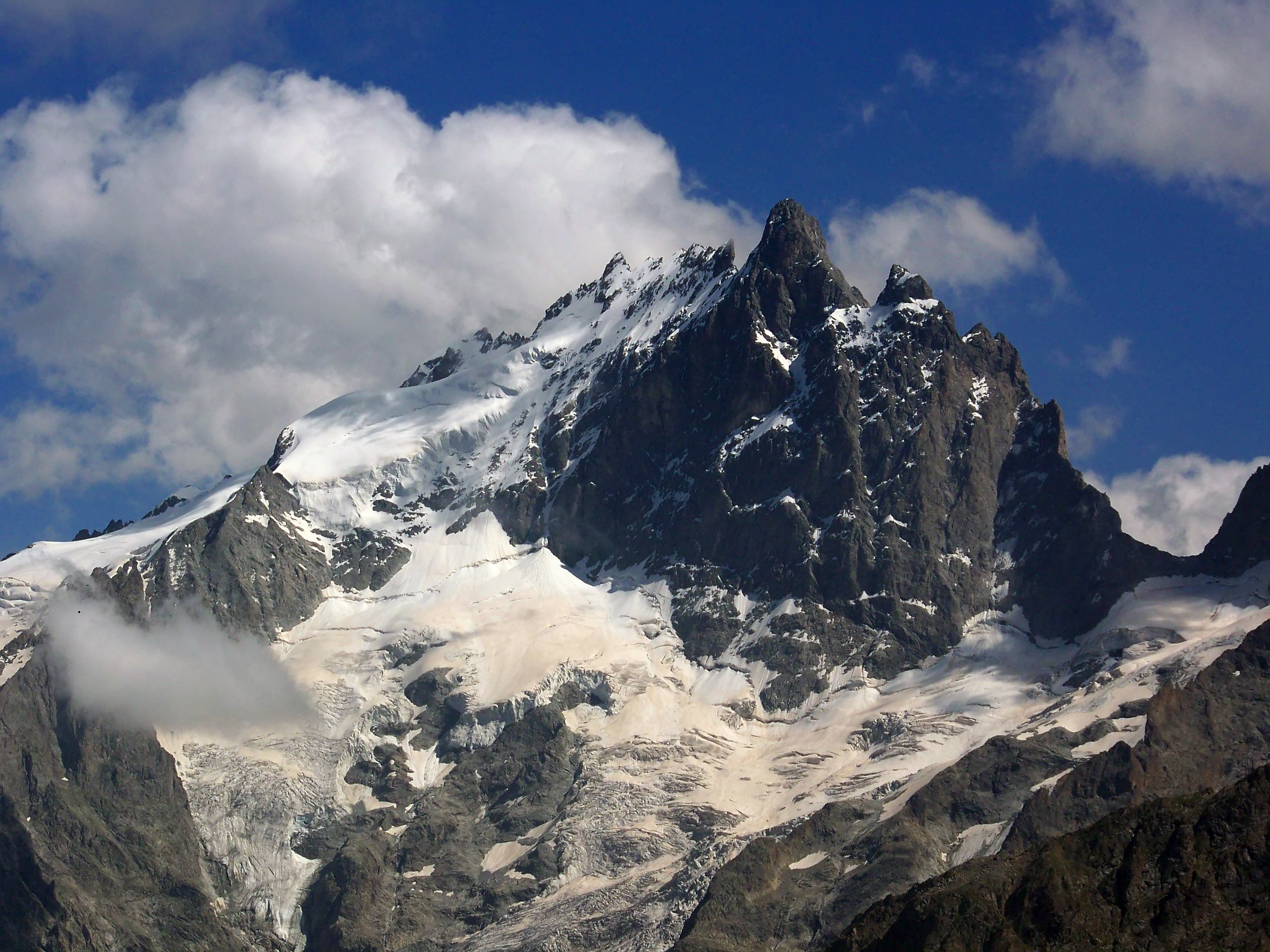

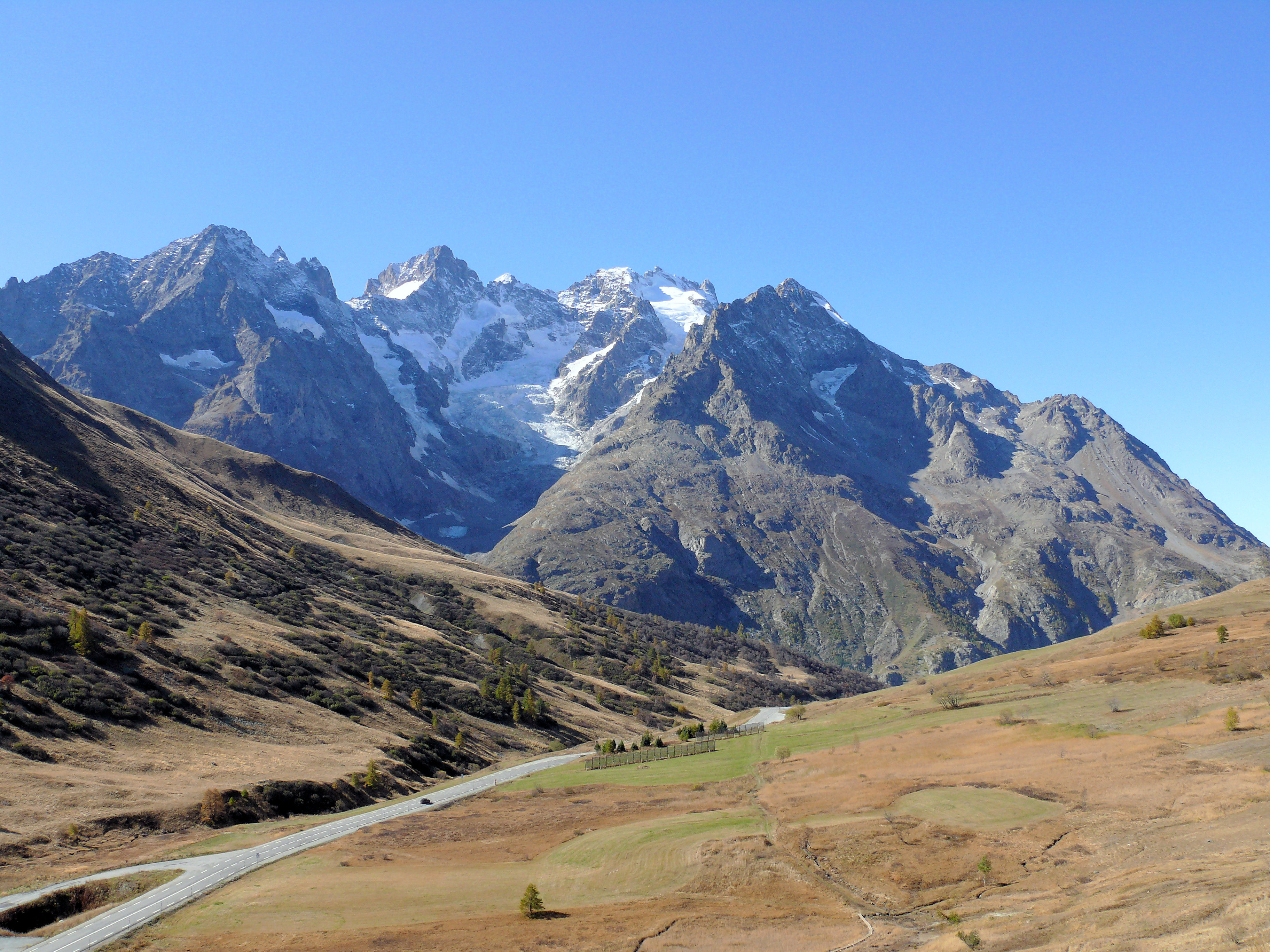

梅日峰（法語：La Meije）是法國的山峰，位於該國東南部，由上阿爾卑斯省和伊澤爾省負責管轄，屬於多菲内前阿尔卑斯山脉的一部分，海拔高度3,984米，人類在1877年首次登上該山峰。